# Борсдорф
Борсдорф (нем. Borsdorf) — община в Германии, в земле Саксония. Подчиняется административному округу Лейпциг. Входит в состав района Лейпциг.  Население составляет 8185 человек (на 31 декабря 2010 года). Занимает площадь 15,56 км².
Община подразделяется на 4 сельских округа.

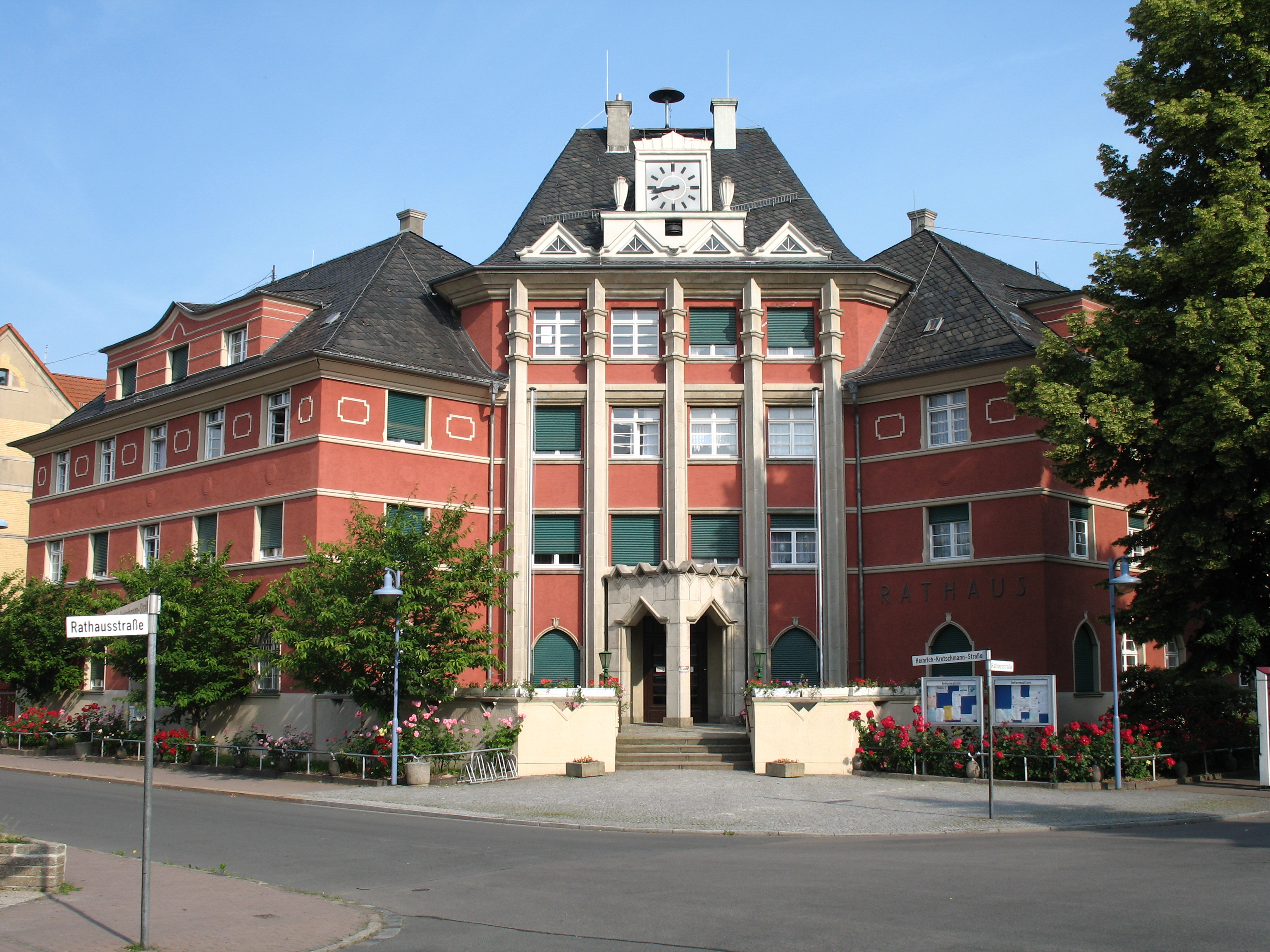
Борсдорф